# Protoindoeuropeus
Els protoindoeuropeus són una hipotètica població prehistòrica d'Euràsia que parlava el protoindoeuropeu (PIE), l'avantpassat de les llengües indoeuropees segons la reconstrucció lingüística.
El que se'n coneix prové principalment de la reconstrucció lingüística, juntament amb proves materials de l'arqueologia i l'arqueogenètica. Els protoindoeuropeus probablement van viure durant el Neolític final, o aproximadament el IV mil·lenni aC. Els principals estudiosos els situen a la zona de l'estepa pòntic-caspi a Euràsia (actual Ucraïna i sud de Rússia). Alguns arqueòlegs ampliarien la seva profunditat temporal al Neolític mitjà (5500 a 4500 aC) o fins i tot al Neolític primerenc (7500 a 5500 aC) i suggeririen hipòtesis alternatives de localització.
A principis del II mil·lenni aC, els descendents dels protoindoeuropeus havien arribat a tota Euràsia, incloent-hi Anatòlia (hitites), l'Egeu (els avantpassats lingüístics de la Grècia micènica), el nord d'Europa (cultura de la ceràmica cordada), les vores de l'Àsia Central (cultura iamna), i el sud de Sibèria (cultura Afanasievo).

## Definició
En paraules del filòleg Martin L. West, «si hi hagués una llengua indoeuropea, voldria dir que hi havia un poble que la parlava: no un poble en el sentit de nació, perquè potser mai no van formar una unitat política, i no un poble en cap sentit racial, perquè podrien haver estat tan barrejats genèticament com qualsevol població moderna definida per la llengua. Si la nostra llengua descendeix d'ells, això no els converteix en «els nostres avantpassats», de la mateixa manera que els antics romans són els avantpassats dels francesos, els romanesos i els brasilers. Els indoeuropeus eren un poble en el sentit de comunitat lingüística. Probablement, hauríem de pensar en ells com una xarxa solta de clans i tribus, que habitaren un territori de mida limitada.»
Mentre que «protoindoeuropeus» s'utilitza entre els acadèmics per designar el grup de parlants associats a la protollengua i la cultura reconstruïdes, el terme «indoeuropeus» pot referir-se a qualsevol poble històric que parli una llengua indoeuropea.

## Cultura
Utilitzant la reconstrucció lingüística de les antigues llengües indoeuropees com el llatí i el sànscrit, es dedueixen característiques hipotètiques de la llengua protoindoeuropea. Suposant que aquestes característiques lingüístiques reflecteixen la cultura i l'entorn dels protoindoeuropeus, aquests foren trets culturals comuns:
- pastoralisme, incloent-hi bestiar domesticat, cavalls i gossos[5]
- agricultura i cultiu de cereals, inclosa la tecnologia que s'atribueix habitualment a les comunitats agrícoles del Neolític final, per exemple, l'arada[6]
- transport a través de l'aigua[5]
- la roda sòlida,[5][7] utilitzada per carros, però rodes de radis[8]
- adoració a un déu del cel,[6] *Dyḗus Ph ₂ tḗr (lit. «pare del cel»; > sànscrit vèdic Dyáuṣ Pitṛ́, grec antic Ζεύς (πατήρ) / Zeus), vocatiu *dyeu ph ₂ ter (> llatí Iūpiter, Deipaturos il·líric)[9]
- poesia heroica oral o lletres de cançons que utilitzaven frases com ara la fama impermeable (*ḱléwos ń̥dʰgʷʰitom)[10] i la roda del sol (*sh₂uens kʷekʷlos).[11]
- un sistema de parentiu patrilineal basat en les relacions entre homes.

Una anàlisi filogenètica del 2016 dels contes populars indoeuropeus va trobar que un conte, El ferrer i el diable, es podia reconstruir amb seguretat al període protoindoeuropeu. Aquesta història, que es troba als contes populars indoeuropeus contemporanis des d'Escandinàvia fins a l'Índia, descriu un ferrer que ofereix la seva ànima a un ésser malèfic (normalment un diable en les versions modernes del conte) a canvi de la capacitat de soldar qualsevol mena de material. Aleshores, el ferrer utilitza la seva nova habilitat per enganxar el diable a un objecte immòbil (sovint un arbre), evitant així que marxi. Segons els autors, la reconstrucció d'aquest conte popular implica que els protoindoeuropeus tenien metal·lúrgia, que al seu torn «suggereix un context plausible per a l'evolució cultural d'un conte sobre un ferrer astut que assoleix un nivell sobrehumà de domini sobre el seu ofici».

## Orígens
Els estudiosos del segle xix que van cercar la regió originària dels indoeuropeus es van haver de conformar amb els indicis lingüístics. Es va intentar fer-ne una localització aproximada a partir dels noms de plantes i animals (especialment el faig i el salmó), així com la cultura i la tecnologia (una cultura de l'edat del bronze centrada en la ramaderia i que havia domesticat el cavall). Les opinions resten dividides entre una hipòtesi europea, que proposa una migració d'Europa a Àsia, i una hipòtesi asiàtica, que diu que la migració va ser en sentit contrari.
Tanmateix, des del començament, aquesta controvèrsia va ser afectada per idees com ara les romàntiques i nacionalistes d'invasors heroics, o les imperialistes i racistes. Sovint es pensava que l'expansió del llenguatge era deguda a les invasions d'una suposada raça ària superior. Aquesta qüestió encara és tema de discussió. Sovint, els nacionalistes diuen que el territori originari dels protoindoeuropeus és el seu.

### Arqueologia

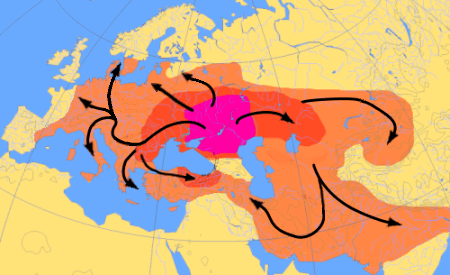
Esquema de les migracions indoeuropees d'entre el 4000 aC i el 1000 aC segons la hipòtesi dels kurgans. La zona violeta correspon al suposat territori originari (cultura de Samara i cultura de Sredny Stog). La zona vermella correspon a l'àrea que podria haver estat ocupada per pobles parlants de l'indoeuropeu fins al 2500 aC; la zona taronja, fins al 1000 aC

Hi ha hagut molts intents d'argumentar que certes cultures prehistòriques es poden identificar amb els pobles parlants de protoindoeuropeu, però tots són especulacions. Tots els intents de relacionar un poble real amb un llenguatge hipotètic depenen d'una reconstrucció del llenguatge prou sòlida per identificar conceptes culturals i ambientals que es puguin associar amb cultures determinades (com ara, l'ús de metalls, l'agricultura-ramaderia, animals i plantes d'un cert origen geogràfic…).
Al segle xx, Marija Gimbutas va crear una variació moderna de la tradicional teoria de la invasió (la hipòtesi dels kurgans), segons la qual els indoeuropeus eren una tribu nòmada de l'est d'Ucraïna i el sud de Rússia, i que s'expandiren a cavall amb unes quantes onades migratòries durant el tercer mil·lenni abans de Crist. Van sotmetre els pacífics agricultors europeus. La seva expansió va coincidir amb la domesticació del cavall. Gimbutas suposava que els invasors eren patriarcals i patrilineals, en contrast amb la cultura suposadament igualitària, o fins i tot matrilineal, dels envaïts.
La seva teoria ha trobat suport genètic en les restes de la cultura neolítica d'Escandinàvia, on les restes òssies de tombes neolítiques indiquen que la cultura megalítica era o bé matrilocal o bé matrilineal, perquè la gent enterrada a la mateixa tomba estaven emparentats per les dones. També hi ha indicis de tradicions matrilineals en els pictes. Encara té molt de suport la versió modificada d'aquesta teoria, feta per J. P. Mallory, i que treu importància al caràcter violent de les invasions.
Colin Renfrew propugna la «hipòtesi anatòlica», segons la qual les llengües indoeuropees es van escampar pacíficament a Europa des de l'Àsia Menor a partir del 7000 aC, durant la revolució neolítica. Aquesta teoria contradiu el coneixement que es té que l'antiga Anatòlia estava habitada per gent no indoeuropea: els hattians, khaldi, i khalib. Però això no exclou la possibilitat que aquests pobles contactessin amb els protoindoeuropeus, perquè tenien relacions estretes amb les antigues cultures de Kurgan.
Una altra teoria està relacionada amb la teoria del diluvi del mar Negre, que suggereix que el protoindoeuropeu va sorgir al mar Negre com a lingua franca de les tribus del Neolític. A partir d'aquesta hipòtesi, l'arqueòleg Fredrik T. Hiebert suggereix que l'expansió de l'indoeuropeu va ser causada per una inundació del mar Negre el sisè mil·lenni abans de Crist.

### Genètica
Segons un estudi genètic del National Geographic Project, els protoindoeuropeus tenen l'origen al nord de l'Índia. Aquest estudi proposa un període entre el 50000 aC i el 40000 aC per aquesta migració. Això podria explicar la similitud entre llengües índies i europees, i dona suport a la hipòtesi que els indoeuropeus s'originaren a l'Índia.
L'aparició d'evidència arqueogenètica, que utilitza anàlisis genètiques per detectar patrons migratoris, va afegir nous elements al trencaclosques. Luigi Luca Cavalli-Sforza, un expert en aquest camp, va usar evidència genètica durant els anys 1990 per a combinar, en certa manera, les teories de Gimbutas i Renfrew. Segons la teoria de Cavalli-Sforza, els agricultors de Renfrew van emigrar cap al nord i l'oest; es van subdividir, i una part es va convertir en la cultura de Kurgan de Gimbutas.
En qualsevol cas, el desenvolupament de la genètica elimina els temes més controvertits de les invasions. Indiquen una forta continuïtat genètica a Europa; específicament, uns estudis de Bryan Sykes mostren que aproximadament el 80% del material genètic dels europeus data del Paleolític, suggerint que les llengües tendeixen a expandir-se geogràficament més aviat pel contacte cultural que per invasions i exterminis. Per tant, el registre genètic no exclou la possibilitat, històricament molt més freqüent, d'una invasió amb la qual els invasors van assimilar els antics habitants. Més o menys, això mateix proposava Gimbutas:
El procés d'indoeuropeïtzació va ser una transformació cultural, no física. Se l'ha de veure com una victòria militar, perquè va imposar als indígenes un nou sistema administratiu, una nova llengua, i una nova religió.
A més a més, aquests resultats també van portar a la «hipòtesi europea», proposant que les llengües indoeuropees ja existien a Europa des del Paleolític (vegeu la teoria de la continuïtat paleolítica).
Es pot atribuir un 28% a la revolució neolítica, que va tindre lloc a Anatòlia el 10000 aC. Un tercer component, d'un 11%, prové de l'Estepa Pòntica. Mentre que aquestes troballes confirmen que hi hagué moviments migratoris tant al començament del Neolític com de l'edat del bronze, corresponents als indoeuropeus de Renfrew i Gimbutas, respectivament. És evident que el registre genètic no pot donar-nos informació del llenguatge que parlaven aquests grups.
L'expansió de l'haplogrup Y R1a1 està relacionada amb l'expansió de les llengües indoeuropees. La seva mutació identificativa (M17) va tindre lloc fa uns 10.000 anys, abans de l'etapa protoindoeuropea, de manera que no pot ser interpretada com a prova de l'origen indoeuropeu.

### Glotocronologia
Encara més recentment, un estudi de la presència/absència de certes paraules en les llengües indoeuropees (usant models estocàstics de l'evolució dels mots) suggereix que l'origen de l'indoeuropeu data de fa 8.500 anys, i que la primera branca que se'n separà fou la hitita. Gray i Atkinson es van esforçar per evitar els problemes associats amb els models tradicionals de la glotocronologia. Tanmateix, cal recordar que els càlculs de Gray i Atkinson es basen completament en llistes Swadesh, i que mentre que els seus resultats són força sòlids per a branques ben documentades, la seva suposició de l'edat de l'hitita, que és crucial per a la teoria anatòlica, es basa en una llista de 200 mots d'un únic llenguatge, cosa que la fa controvertida.
Un document més recent, que tracta 24 llengües majoritàriament antigues, entre les quals tres d'anatòliques, dona el mateix resultat temporal, i suggereix que la branca anatòlica va ser la primera a separar-se.
Una suposició que podria fer encaixar la teoria de Renfrew amb la hipòtesi de Kurgan diu que les migracions indoeuropees estan relacionades amb la inundació de la part nord-oriental del mar Negre al voltant del 5600 aC. Ryan i Pitman diuen que una part de la població hauria emigrat al sud, i es va convertir en els parlants del protohitita, mentre que la resta de la població hauria emigrat cap al nord, i es va convertir en la cultura de Kurgan. Una altra gent haurien fugit cap al nord-est (tokharis), o el sud-est (indoiranians). Mentre que, cronològicament, aquesta teoria coincideix amb la de Renfrew, és incompatible amb la seva idea base que l'indoeuropeu es va escampar amb l'expansió de l'agricultura.